# Zlata Bartl
Zlata Bartl (Dolac, 20 febbraio 1920 – Koprivnica, 30 luglio 2008) è stata una chimica jugoslava.

## Storia
Nata a Dolac, che faceva un tempo parte del Regno di Jugoslavia e oggi della Bosnia ed Erzegovina, Bartl iniziò a lavorare come chimica per l'azienda alimentare Podravka di Koprivnica, in Croazia, a partire dal 1955. Nel 1959 ideò il condimento universale Vegeta, che oggi gode di grande fortuna in molti paesi. Tra i vari conferimenti che Bartl ha ricevuto vi è quello dell'Ordine della Danica Hrvatska e la cittadinanza onoraria di Koprivnica. La scienziata si guadagnò il nomignolo affettuoso di Teta Vegeta (lett. "zia Vegeta"). Bartl morì nel 2008.